# Gymnopilus lateritius
Gymnopilus lateritius là một loài nấm thuộc họ Cortinariaceae.